# Celestus occiduus
Celestus occiduus là một loài thằn lằn trong họ Anguidae. Loài này được Shaw mô tả khoa học đầu tiên năm 1802.